# Lasiosticha canilinea
Lasiosticha canilinea är en fjärilsart som beskrevs av Edward Meyrick 1879. Lasiosticha canilinea ingår i släktet Lasiosticha och familjen mott. Inga underarter finns listade i Catalogue of Life.